# 梅原司平
梅原 司平（うめはら しへい、1946年 - ）は、富山県出身のシンガーソングライターである。妻の父は作家の岩倉政治。一部の子供達からは、「やっさん」の名前で親しまれている。

## 来歴
1946年富山県生まれ。富山労音で、フォークソングに目覚め、その後、1971年より歌声喫茶経営のかたわら、音楽活動を開始。1975年全国シャンソンコンクール決勝進出。1979年モーリスフォークコンテスト入賞、CBSソニーオーディション関東・甲信越代表。1980年念願の全国デビューを果たすが、メジャーとはほど遠く、その後、うたごえ運動傘下の音楽事務所である音楽センターに所属。同事務所の方針により、全国各地でのうたごえ運動に根ざした音楽活動を続け、同社でアルバムやソングブックなどを多数制作。後、独立して、自らのオフィス「プラナ・ミュージック」を設立。
1999年朝日新聞「この人が読みたい」に紹介され注目を集める。また2003年にはNHKラジオ深夜便「こころの時代」出演が話題を呼ぶ（2004年アンコール放送）。NHKサービスセンターよりＣＤ『生命の讃歌よ こころに響け』発売。2008年6月キングレコードより再デビューアルバム『愛あればこそ』発売。

## 主な楽曲
- 折り鶴 - 1983年発表。広島・長崎の原爆をテーマとした反戦歌であり、平和運動・反核運動の現場で歌い継がれている。梅原本人は反戦歌ではないと主張している[1]。2009年発売のコンピレーション・アルバム『手紙・まあるいいのち〜卒業&合唱ソングコレクション〜』でタンポポ児童合唱団がカバーしている。
- ここへおいで
- 人として
- 峠茶屋
- 夫婦茶碗

## アルバム
- 君の人生に乾杯（1985年）ファーストアルバム
- 愛あればこそ（キングレコード）
- モンゴルの風
- 生命の花
- 愛ある街で
- 哀しみのフリージア
- 風の詩-メモリーズ-
- 時代の中で

## 書籍
- もっと人間!もっと愛!
- あなたがいたから
- 売れない歌手でよかった